# Fredrikslunds torp i Åkeslund

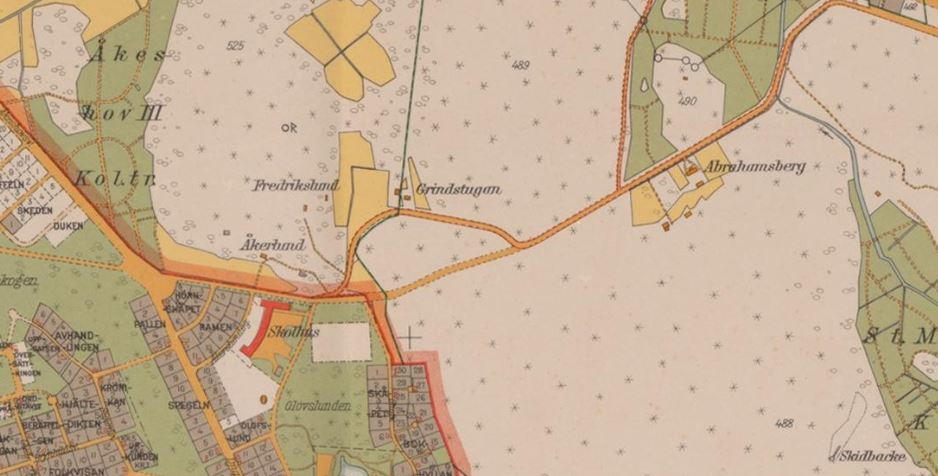
Fredrikslunds torp på karta från 1934

Fredrikslunds torp i Åkeslund var ett torp i Åkeslund, som låg norr om stadsdelen Olovslund, nära nuvarande Fredrikslundsvägen och Tunnlandsvägens korsning, i stadsdelen Åkeslund i Bromma, väster om Stockholm.
Torpet låg strax norr om Olovslundsskolan, norr om Gustav III:s väg. Fredrikslunds torp var beläget snett emot det stora fornminnesregistrerade flyttblocket Lasse-Maja-stenen (RAÄ 133). Fredrikslunds torp är en nu riven lägenhet, troligen revs torpet då Åkeslundsområdets bebyggelse påbörjades 1939.
Fredrikslunds torp i Åkeslund arrenderades omkring 1890 av förre torparen Fredrik Jansson (född 1833). Han kan ha varit den som givit namn åt torpet. Fredrikslundstorpet låg under Åkeshov. Helt nära Fredrikslunds torp i Åkeslund ligger också Åkerslund i Åkeslund, som byggdes 1860, och låg där till sent 1920- eller tidigt 1930-tal. Några hundra meter därifrån, men inom stadsdelen Olovslund, ligger Olovslunds torp, som är välbevarat och har fått ge namn åt den stadsdelen.
Fredrikslunds torp i Åkeslund är markerat på en ångbåtskarta 1886–1897, topografiska kartan 1907 samt på karta från 1917–1920. Troligen revs torpet, då Åkeslundsområdet började bebyggas. Bebyggelsen med trevånings smalhus inom Åkeslund påbörjades 1939. Det är tveksamt, om det är ett "riktigt" torp. I närheten hade renhållningsfirman Frans Krig sin soptipp fram till 1930-talet. Husförhörsprotokoll 1889–1893 nämner före detta torparen Fredrik Jansson med familj. År 1905 bodde Fredrik Jansson fortfarande i stugan. Frans Krig hade flyttat till Dragontorpet Abrahamsberg 1885, och han hade påbörjat sin verksamhet med sophämtning i Bromma. Denna affärsrörelse övertogs av sonen Sixten Krig. Sonen Sixten Krig övertog Abrahamsberg dragontorp 1916 när fadern Frans Krig flyttade till Ulvsunda. Vid den nuvarande korsningen av Tunnlandsvägen och Fredrikslundsvägen i Åkeslund låg soptippen.

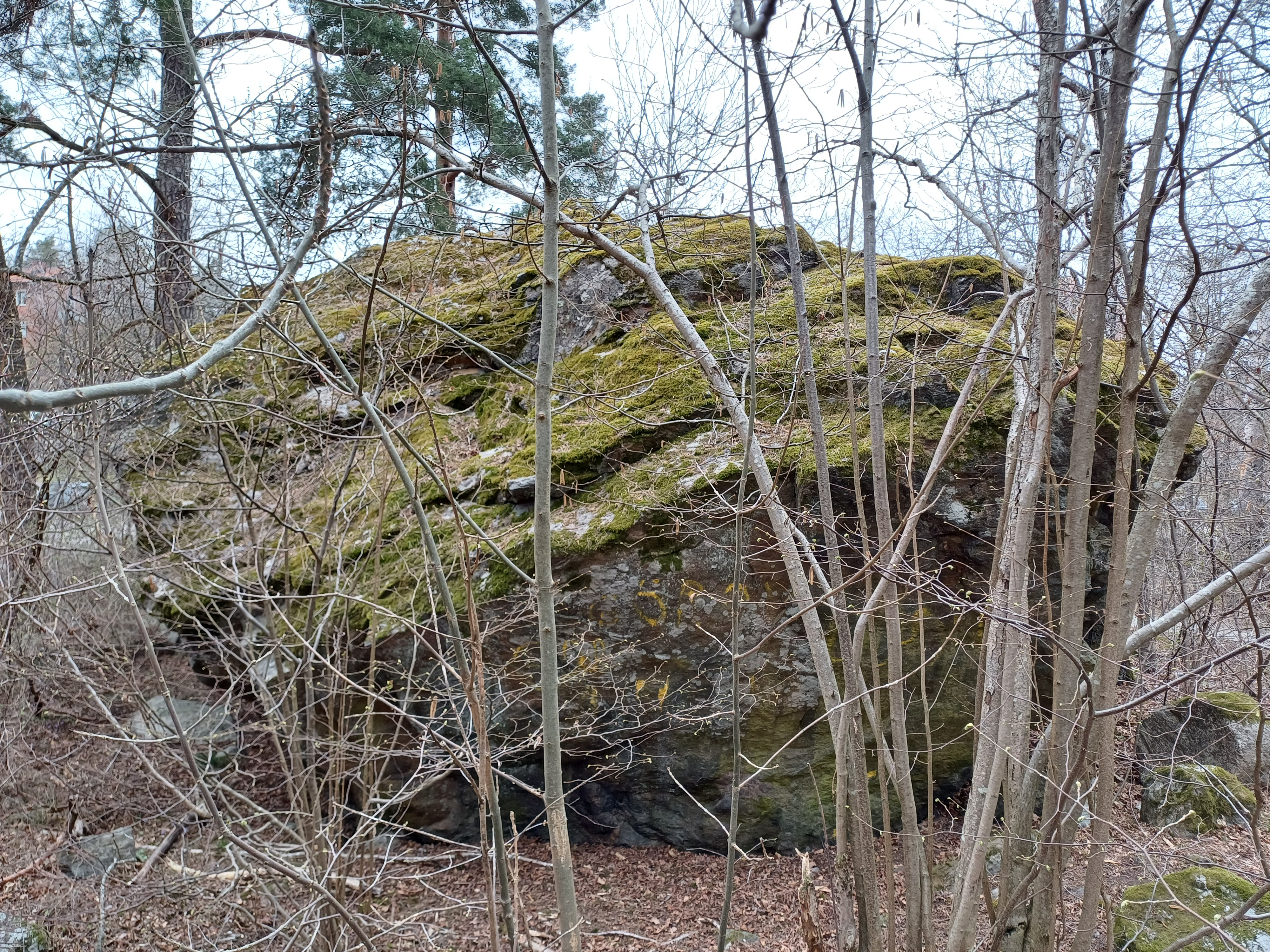
Flyttblocket Lasse-Maja-stenen nedanför Fredrikslundshöjden i Åkeslund snett emot där en gång Fredrikslundstorpet låg. Flyttblocket är fornminnesregistrerat (RAÄ 133). Lasse-Maja gömde sig i en grotta under stenen efter att han bland annat stulit kyrksilvret i Järfälla kyrka.

I närheten av torpet ligger Lasse-Maja-stenen som är ett flyttblock beläget på en svagt sluttande storblockig morän nedanför en bergrygg, Fredrikslundshöjden. Enligt sägnen ska stortjuven Lasse-Maja ha haft ett gömställe och tjuvgömma under blocket. Platsen är vid Fredrikslundsvägen norr om nuvarande kvarteret Pyndaren. Lasse-Maja lär ha gömt sig i en grotta under stenen vid någon stöldrunda i början av 1800-talet.